# Cleome crenopetala
Cleome crenopetala är en paradisblomsterväxtart som beskrevs av Dc.. Cleome crenopetala ingår i släktet paradisblomstersläktet, och familjen paradisblomsterväxter. Inga underarter finns listade i Catalogue of Life.